# Cahiers nobles
En 1954[Où ?], Philippe du Puy de Clinchamps, également directeur de l'Intermédiaire des chercheurs et des curieux, lance la collection des Cahiers nobles. 
Le fonds est détenu par la société Patrice du Puy Éditeur. 

## Historique
Cette série rassemble, en trente-sept cahiers et vingt titres, quatorze auteurs de la question nobiliaire. Elle présente la particularité de mêler à des ouvrages publiés sous une forme sobre et sous le nom de leur véritable auteur, quelques ouvrages publiés sur un ton plus libre et sous un pseudonyme. 
Les ouvrages publiés sous le pseudonyme de Charondas sont généralement attribués au créateur et directeur de cette série, Philippe du Puy de Clinchamps.
Tous ces titres ont en commun, outre l'érudition de leur ou leurs auteurs, souvent des spécialistes dans leur matière, d'avoir été imprimés au format in 4°, en un seul cahier sans pagination, sous une couverture sans illustration et à la couleur différente, avec un tirage limité et numéroté.
La parution de cette série cessa au décès de Philippe du Puy de Clinchamps, en 1971. Huit de ces titres ont fait depuis l’objet d’une réédition. 

### Liste des ouvrages parus
1. Hervé Pinoteau, Héraldique capétienne, tome I. 1954, tiré à 333 exemplaires ;
2. Charondas, Un juge d'armes au Jockey-Club, 1954, tire à 555 exemplaires (réédité en 2000 par ICC éditions avec d'importantes mises à jour par Régis Valette)  ;
3. Hubert Cuny, Les Ducs français, 1954, tiré à 666 exemplaires ;
4. Hervé Pinoteau, Héraldique capétienne, tome II, 1955, tiré à 333 exemplaires ;
5. Philippe du Puy, L'Ancienne noblesse française en 1955, 1955, tiré à 777 exemplaires (réédité en 1999 par ICC éditions avec une nouvelle préface de Régis Valette) ;
6. Hervé Pinoteau, Héraldique capétienne, tome III, 1956, tiré à 333 exemplaires (les trois fascicules de cet ouvrage ont été réédités en 1979, en un seul volume, par les éditions Patrice de La Perrière).
7. Joseph Valynseele, Carnet des Familles nobles ou d'apparence en 1956, 1957, tiré à 666 exemplaires ;
8. Charondas, Le Cahier noir, tome I, 1957, tiré à 999 exemplaires ;
9. Charondas, Le Cahier noir, tome II, 1957, tiré à 999 exemplaires (notices sur 245 familles de noblesse d'apparence, rééditées en 1999 par ICC éditions avec une nouvelle préface et postface) ;
10. François Bluche, Les Honneurs de la cour, tome I, 1957, tiré à 666 exemplaires ;
11. François Bluche, Les Honneurs de la cour, tome II, 1957, tiré à 666 exemplaires (réédité en 1998 par ICC éditions) ;
12. Jacques Descheemaeker, Les Titres de noblesse en France et dans les pays étrangers, tome I, 1958, tiré à 666 exemplaires ;
13. Jacques Descheemaeker, Les Titres de noblesse en France et dans les pays étrangers, tome II, 1958, tiré à 666 exemplaires ;
14. Joseph Valynseele, Carnet des familles nobles ou d'apparence en 1957, 1958, tiré à 666 exemplaires ;
15. Raoul de Warren, Les Pairs de France sous l'ancien régime, tome I, 1958, tiré à 666 exemplaires ;
16. Raoul de Warren, Les Pairs de France sous l'ancien régime, tome II, 1958, tiré à 666 exemplaires (réédité en 1998 par ICC éditions) ;
17. Martial de Pradel de Lamaze, Le Bon plaisir, 1959, tiré à 666 exemplaires ;
18. Régis Valette, Catalogue de la Noblesse française contemporaine, 1959, tiré à 2222 exemplaires (ouvrage réédité à quatre reprises par les éditions Robert Laffont, sous une forme à chaque fois plus développée) ;
19. Joseph Valynseele & Philippe Devillard, Carnet des familles nobles ou d'apparence en 1958, 1959, tiré à 666 exemplaires ;
20. Raoul de Warren, Les Pairs de France au XIXe siècle, tome I, 1959, tiré à 666 exemplaires ;
21. Raoul de Warren, Les Pairs de France au XIXe siècle, tome II, 1959, tiré à 666 exemplaires (réédité en 1999 par ICC Editions) ;
22. Joseph Valynseele & Philippe Devillard, Carnet des familles nobles ou d'apparence en 1959, 1960, tiré à 666 exemplaires ;
23. François Bluche & Pierre Durye, L'Anoblissement par charges avant 1789, tome I, 1962, tiré à 666 exemplaires ;
24. François Bluche & Pierre Durye, L'Anoblissement par charges avant 1789, tome II, 1962, tiré à 666 exemplaires (réédité en 1998 par ICC éditions) ;
25. Alberto de Mestas, Souverains et prétendants en 1964, tome I, 1964, tiré à 1111 exemplaires ;
26. Alberto de Mestas, Souverains et prétendants en 1964, tome II, 1964, tiré à 1111 exemplaires ;
27. Hervé Pinoteau & Claude Le Gallo, L'Héraldique de Saint Louis et de ses compagnons, 1966, tiré à 444 exemplaires (texte d'Hervé Pinoteau, dessins de Claude Le Gallo) ;
28. François Bluche, Les Pages de la Grande écurie, tome I, 1966, tiré à 888 exemplaires ;
29. François Bluche, Les Pages de la Grande écurie, tome II, 1966, tiré à 888 exemplaires ;
30. François Bluche, Les Pages de la Grande écurie, tome III, 1966, tiré à 888 exemplaires (réédité par ICC éditions) ;
31. Blaise d'Ostende à Arlon, Noblesse belge d'aujourd'hui, tome I, 1967, tiré à 888 exemplaires ;
32. Blaise d'Ostende à Arlon, Noblesse belge d'aujourd'hui, tome II, 1967, tiré à 888 exemplaires[3] ;
33. Blaise d'Ostende à Arlon, Noblesse belge d'apparence, 1968, tiré à 888 exemplaires ;
34. Anne-Marie Armelin, Preuves de noblesse pour l'entrée à la Maison royale de l'Enfant-Jésus à Paris, tome I, 1968, tiré à 666 exemplaires ;
35. Anne-Marie Armelin, Preuves de noblesse pour l'entrée à la Maison royale de l'Enfant-Jésus à Paris, tome II, 1968, tiré à 666 exemplaires ;
36. Charondas, A quel titre ?, tome I, 1970, tiré à 1111 exemplaires ;
37. Charondas, A quel titre ?, tome II, 1970, tiré à 1111 exemplaires.